# Haltiajärvi
Haltiajärvi är en sjö i Finland. Den ligger i kommunen Salla i landskapet Lappland, i den norra delen av landet, 800 km norr om huvudstaden Helsingfors. Haltiajärvi ligger 270,3 meter över havet. Arean är 20,6 hektar och strandlinjen är 2,46 kilometer lång. Sjön  ingår i Kemi älvs huvudavrinningsområde. 